# 岡本悟
岡本 悟（おかもと さとる、1913年7月13日 - 1988年11月12日）は、日本の政治家、官僚。参議院議員（2期）。

## 経歴
広島市南区松原町出身。
旧制広島一中、旧制広島高等学校卒業。1937年（昭和12年）、東京帝国大学法学部法律学科卒業。同年、鉄道省入省。大阪鉄道局書記。運輸省観光局長、大臣官房長、鉄道監督局長を務める。
1963年（昭和38年）4月19日-運輸事務次官就任。1964年（昭和39年）、運輸事務次官退任。
1965年（昭和40年）、第7回参議院議員通常選挙全国区当選。
1971年（昭和46年）、第9回参議院議員通常選挙再選。
1972年（昭和47年）、七日会（田中派）理事。1977年（昭和52年）、第11回参議院議員通常選挙に立候補せず、引退。
1985年（昭和60年）、秋の叙勲で勲二等旭日重光章受章（勲五等からの昇叙）。1988年（昭和63年）、死去。死没日をもって正六位から正四位に叙される。

## 役職
- 参議院議員として、運輸委員長・国土総合開発審議会委員等[2]。
- 1960年（昭和35年）6月-放射線審議会委員[7]。
  - 7月-放射線審議会幹事[8]。
- 1963年（昭和38年）4月28日-放射線審議会委員免職[9]。